# Hiéroglyphe égyptien S19
Le sceau accroché à une chaîne, en hiéroglyphes égyptiens, est classifié dans la section S « Couronnes, vêtements, sceptres, etc. » de la liste de Gardiner ; il y est noté S19.

## Représentation
Il représente un sceau cylindrique attaché à une chaîne de manière à être porté par un trésorier. Il est translittéré ḫtm(ty/w/t), le radical « sceau » sḏȝ longtemps utilisé est dépassé, ḫtm lui étant aujourd'hui préféré.

## Utilisation
| S19 | t |

| S19 | t |

| S19 | t |

| S19 | t |